# Jane Ekimat
Jane Ekimat Auro (Nakuru, 12 juni 1974) is een Keniaanse langeafstandsloopster, die verschillende hele en halve marathons op haar naam schreef. In Nederland geniet ze met name bekendheid vanwege haar overwinning in de halve marathon van Egmond in 2004.

## Loopbaan
Haar eerste internationale wedstrijd liep Ekimat al in 1989 op veertienjarige leeftijd. Dit waren de wereldkampioenschappen veldlopen voor junioren, waarin ze vierde werd.
In 2004 werd ze derde op de marathon van Turijn in 2:36.41 en won ze de marathon van Venetië. In 2005 won ze de halve marathon van Merano.
Ekimat won de marathon van Taipei in 2005 en 2006. In dat laatste jaar won ze deze marathon in een persoonlijk record van 2:30.56. Ook zegevierde zij dat jaar in de marathon van Turijn. Op de marathon van Hongkong in 2007 werd ze tweede in 2:39.33.
Jane Ekimat is getrouwd.

## Persoonlijke records
| Onderdeel      | Prestatie | Datum            | Plaats |
| -------------- | --------- | ---------------- | ------ |
| 20 km          | 1:06.34   | 19 oktober 2003  | Parijs |
| halve marathon | 1:10.18   | 26 maart 2000    | Como   |
| marathon       | 2:30.56   | 17 december 2006 | Taipei |

## Palmares

### 10.000 m
- 2006:  Athletics Kenya Weekend Meeting. in Nakura - 34.27,4

### 10 km
- 1999: 4e Würzburger Residenzlauf - 34.18
- 2001:  International Women's Road Race in Iten - 32.15

### 15 km
- 1994:  Rund um Ratekau - 52.49
- 1994:  Deuzer Pfingstlauf - 53.09

### 10 Eng. mijl
- 2003:  Dam tot Damloop - 53.49

### 20 km
- 2000:  Almeirim - 1:09.04
- 2002:  Almeirim - 1:06.58
- 2003:  20 km van Parijs - 1:06.34

### halve marathon
- 1994: 5e halve marathon van Frankfurt - 1:15.36
- 1994:  halve marathon van Trier - 1:16.53
- 1995: 4e halve marathon van Parijs - 1:13.57
- 1995:  halve marathon van Málaga - 1:14.42
- 1995:  halve marathon van Logroño - 1:12.38
- 1995:  halve marathon van Buenos Aires - 1:15.23
- 1999:  halve marathon van Berlijn - 1:12.57
- 2000:  halve marathon van Viana de Castelo - 1:15.03
- 2000:  halve marathon van Como - 1:10.18
- 2003:  halve marathon van Lille - 1:12.20
- 2003: 4e halve marathon van Udine - 1:10.44
- 2003:  halve marathon van Saint Denis - 1:12.00
- 2004:  halve marathon van Egmond - 1:17.41
- 2004:  halve marathon van Praag - 1:11.26
- 2004:  halve marathon van Lissabon - 1:10.30
- 2004:  halve marathon van Pavia - 1:11.25
- 2005:  halve marathon van Vitry-sur-Seine - 1:10.39
- 2005:  halve marathon van Merano - 1:12.57,0

### marathon
- 2004:  marathon van Turijn - 2:36.41
- 2004:  marathon van Venetië - 2:32.08
- 2005:  marathon van Taipei - 2:33.39
- 2006: 5e marathon van New-Delhi - 2:46.39
- 2006:  marathon van Turijn - 2:32.18
- 2006:  marathon van Taipei - 2:30.53
- 2007:  marathon van Hongkong - 2:39.33

### veldlopen
- 1989: 5e WK junioren in Stavanger - onbekende tijd
- 1990: 13e WK in Aix-les-Bains - 14.37
- 1991:  WK in Antwerpen - 14.20
- 2000: 36e WK in Vilamoura - 13.39